# 메노나이트 저지 독일어
메노나이트 저지 독일어 또는 플라우트디치(Plautdietsch)는 동부 저지 독일어의 저지 프로이센 방언에서 유래한 언어 변종으로, 세계 여러 국가에 거주하는 메노파 신도들의 공동체에서 사용되고 있다. 18세기 러시아 제국이 남서부 지역에 메노파(메노나이트) 신도들의 정착을 받아들이면서 독자적으로 발전하기 시작으며, 여러 차례의 이주를 통해 아메리카 대륙의 여러 국가들에도 퍼지게 되었다. 미국, 캐나다, 멕시코, 페루, 볼리비아, 파라과이, 벨리즈, 브라질, 아르헨티나, 우루과이 등지에 상당한 화자 인구가 분포한다.

## 같이 보기
- 메노파
- 저지 독일어